# 立山町消防本部
立山町消防本部（たてやままち しょうぼうほんぶ）は、富山県中新川郡立山町の消防部局（消防本部）。

## 概要

### 所在地
- 立山町消防本部・消防署 - 〒930-3265 富山県中新川郡立山町米沢36番地

### 管内の概要
- 管内の人口 - 25,267人

2021年（令和3年）8月1日現在
- 管内の世帯数 - 9,524世帯

2021年（令和3年）8月1日現在
- 管内の面積 - 307.29 km2

2021年（令和3年）4月1日現在

## 沿革
- 1949年（昭和24年）12月 - 雄山町消防本部が設置される。
- 1954年（昭和29年）1月10日 - 雄山町を中心に5村(利田,上段,東谷,釜ヶ淵,立山)が合併。立山町発足に伴い、立山町消防本部が設置される。
- 1956年（昭和31年）4月 - 消防機構を整備し、消防本部の下に消防署、消防団を置く。消防団は4分団制とした[1]。
- 1957年（昭和32年）1月 - 分団に消防署の分遣所を設置[1]。
- 1958年（昭和33年）8月 - 米沢地区にモルタル塗りの局舎（延床面積266m2）を建築。それまでは旧町役場庁舎の隣に消防署庁舎が設置されていた[2]。
- 1967年（昭和42年）7月 - 救急業務を開始[1]。
- 1971年（昭和46年）
  - 3月 - 専用救急車を購入し消防署に配備[1]。
  - 7月 - 立山黒部アルペンルート全線開通に伴い、美女平に季節的分遣所を設置。同時に富山県から借用した救急車を配備し、同地での救急業務開始[1]。
- 1972年（昭和47年）10月24日 - 都市計画道路東大通りに面した米沢地内（現在地）にて消防庁舎が着工[3]。
- 1973年（昭和48年）4月 - 舟橋村の救急業務が委託される。
- 1973年（昭和48年）6月7日 - 鉄筋コンクリート造2階建て一部4階建ての消防庁舎落成。敷地面積2097.0m2、延床面積816.72m2、総工事費は5,015万5千円[3]。
- 1980年 (昭和55年) 12月 - 日本道路公団(現:中日本高速道路)と「救急業務に関する委託契約｣締結 (管轄範囲 北陸自動車道上り立山IC→流杉SIC,下り立山IC→滑川IC)
- 2011年（平成23年）3月 - 東日本大震災の緊急消防援助隊富山県隊として参加（消火隊を宮城県名取市に派遣）
- 2013年（平成25年）3月 - 富山県東部消防組合消防本部の発足に伴い、舟橋村の救急業務委託が終了する。
- 2014年（平成26年）12月22日 - 消防救急デジタル無線運用開始[4]
- 2023年（令和5年）1月31日 -  4月1日からの富山市との消防指令業務共同運用開始前の事前試験運用として立山町からの119番通報が全て富山市消防局に繋がることとなる。常願寺川からの携帯119番通報で富山市、立山町どちらで受信するかわからない問題が解消されるが、携帯の発信場所を明確に連絡する必要がる[5]。
- 2023年（令和5年）4月1日 - 富山市消防局と通信指令業務の共同運用を開始。

## 組織
- 消防長
  - 消防次長
    - 総務課
      - 総務係
      - 通信指令係
      - 消防警防係

    - 安全課
      - 安全係
      - 予防係
      - 救急救助係

    - 消防署
      - 総務係
      - 通信指令係
      - 消防警防係
      - 安全係
      - 予防係
      - 救急救助係
      - 室堂救急隊分遣所

## 主力機械
2021年4月1日現在
- 普通消防ポンプ自動車：13 (内 分団11)
- 化学消防ポンプ自動車(災害対応)：1
- 救急車：3 (高規格)
- 救助工作車:1 (II型)
- 指令車：1
- 現場指揮者:1
- 広報車: 2
- 小型動力ポンプ付積載車 : 1
- 資機材搬送車:1

[主力機械に関する参考文献：立山町消防本部 令和2年 消防年報 消防機械配置状況]

## 応援協定、ヘリコプター連携
- 横江(立山地区),千垣,芦峅寺,千寿ヶ原の地区で緊急性及び特殊性の高い救急事案について富山市と協定 2011年7月28日[6]

　　(現場到達時間から富山市小見分遣所より出動）
※ 事故内容により、県ドクターヘリ,県消防防災ヘリ「とやま」,県警ヘリ「つるぎ」とも連携